# Conophytum chauviniae
Conophytum chauviniae là một loài thực vật có hoa trong họ Phiên hạnh. Loài này được (Schwantes) S.A.Hammer mô tả khoa học đầu tiên năm 1993.